# واسیلچنکوف
واسیلچنکوف (انگلیسی: Vasilchenkov) یک شهرک در بخش آلکسیفسکی استان بلگورود کشور روسیه است.